# Alessandro Crescenzi (cardinal)
Pour les articles homonymes, voir Alessandro Crescenzi.
Alessandro Crescenzi (né en 1607 à Rome, alors la capitale des États pontificaux, et mort le 8 mai 1688 à Rome), est un cardinal italien de l'Église catholique de la seconde moitié du XVIIe siècle, créé par le pape Clément X.
Il est un parent du cardinal Marcello Crescenzi (1542) et un neveu du cardinal Pier Paolo Crescenzi (1611). Crescenzi est membre de l'ordre des Clercs réguliers de Somasque (CRS).

## Biographie
Alessandro Crescenzi est élu évêque de Tremoli en 1643. Il est transféré au diocèse d'Ortona et de Campli (it) en 1644 et au diocèse de Bitonto en 1652. Il est nommé patriarche latin d'Alexandrie en 1671.
Le pape Clément X le crée cardinal lors du consistoire du 27 mai 1675. Le cardinal Crescenzi  est transféré au diocèse de Recanati-Loreto en 1676 et il est camerlingue du Sacré Collège en 1685-1687.
Alessandro Crescenzi participe au conclave de 1676, lors duquel Innocent XI est élu pape.

## Succession apostolique
Alessandro Crescenzi a ordonné les évêques suivants :
- Évêque Andrea Bonito (en), C.O. (1677)
- Archevêque Vitus Piluzzi (en), O.F.M.Conv. (1678)
- Archevêque Stephanus Cosimi (en), C.R.S. (1678)
- Évêque Bernardino Belluzzi (en) (1678)
- Évêque Francesco Scannagatta (en) (1679)
- Archevêque Carlo Berlingeri (it) (1679)
- Évêque Francesco Megale (it) (1679)
- Évêque Giacomo Villani (en) (1679)
- Évêque Giovanni Battista Nepita (en) (1680)
- Évêque Tommaso Guzzoni (en), C.O. (1681)
- Archevêque Andrea Brancaccio (en), C.R. (1681)
- Archevêque Sebastien Knab (en), O.P. (1682)
- Évêque Giovanni Battista Giberti (it) (1683)
- Évêque Giuseppe Felice Barlacci (en) (1683)
- Évêque Bernardin Marchese (1683)
- Évêque Stefano Ghirardelli (en) (1683)
- Évêque Agostino Fieschi (en), C.R. (1683)
- Évêque Giambattista Quaranta (1683)
- Évêque Francesco Antonio Leopardi (en) (1683)
- Évêque Domenico Menna (1683)
- Évêque Vincenzo Maria Durazzo, C.R. (1683)
- Évêque Ferdinando de Roxas (es) (1683)
- Évêque Francesco Maria Moles (en), C.R. (1684)
- Évêque Annibale de Pietropaulo (1684)
- Évêque Horatius Ondedei (en) (1684)
- Évêque Giovanni Battista de Bellis (it) (1684)
- Évêque Fulvio Crivelli (1684)
- Évêque Antonio Polcenigo (it) (1684)
- Évêque Domenico Minio (it) (1684)
- Cardinale Giambattista Rubini (1684)
- Évêque Giovanni Battista De Pace (en), C.O. (1684)
- Évêque Giovanni Battista Sanudo (it) (1684)
- Évêque Pier Giulio Dolfin (it) (1684)
- Évêque Nicolaus Gabrieli (en) (1684)
- Évêque Joannes Cuppari (en) (1684)
- Évêque Stefano David (en) (1684)
- Évêque Giambattista Morea (en) (1684)
- Évêque Pietro Luigi Malaspina (en), C.R. (1684)
- Évêque Giovanni Riccanale (en) (1684)
- Archevêque Girolamo Compagnone (en) (1685)
- Évêque Angelo Cerasi (en) (1685)
- Évêque Giovanni Battista Antici (en) (1685)
- Évêque Pietro Valentini (it) (1685)
- Évêque Emiddio Lenti (en) (1685)
- Évêque Domenico Valvassori (en), O.S.A. (1686)
- Évêque François Genet (1686)
- Évêque Paolo Naldini (it), O.S.A. (1686)
- Évêque Muzio Dandini (en) (1686)
- Évêque Filippo Tani (en), O.S.B. (1686)
- Évêque Giulio Giacomo Castellani (en), O.S.A. (1686)
- Évêque Baldassare de Benavente (en), O. de M. (1686)
- Évêque Filippo Massarenghi (en), C.O. (1686)